# Gampalahalli, Madhugiri
Gampalahalli là một làng thuộc tehsil Madhugiri, huyện Tumkur, bang Karnataka, Ấn Độ.